# Finska artilleriregementet
Finska artilleriregementet var ett artilleriförband inom svenska armén som verkade i olika former åren 1794–1811. Förbandsledningen var från 1809 förlagd i Gävle garnison i Gävle.

## Historia

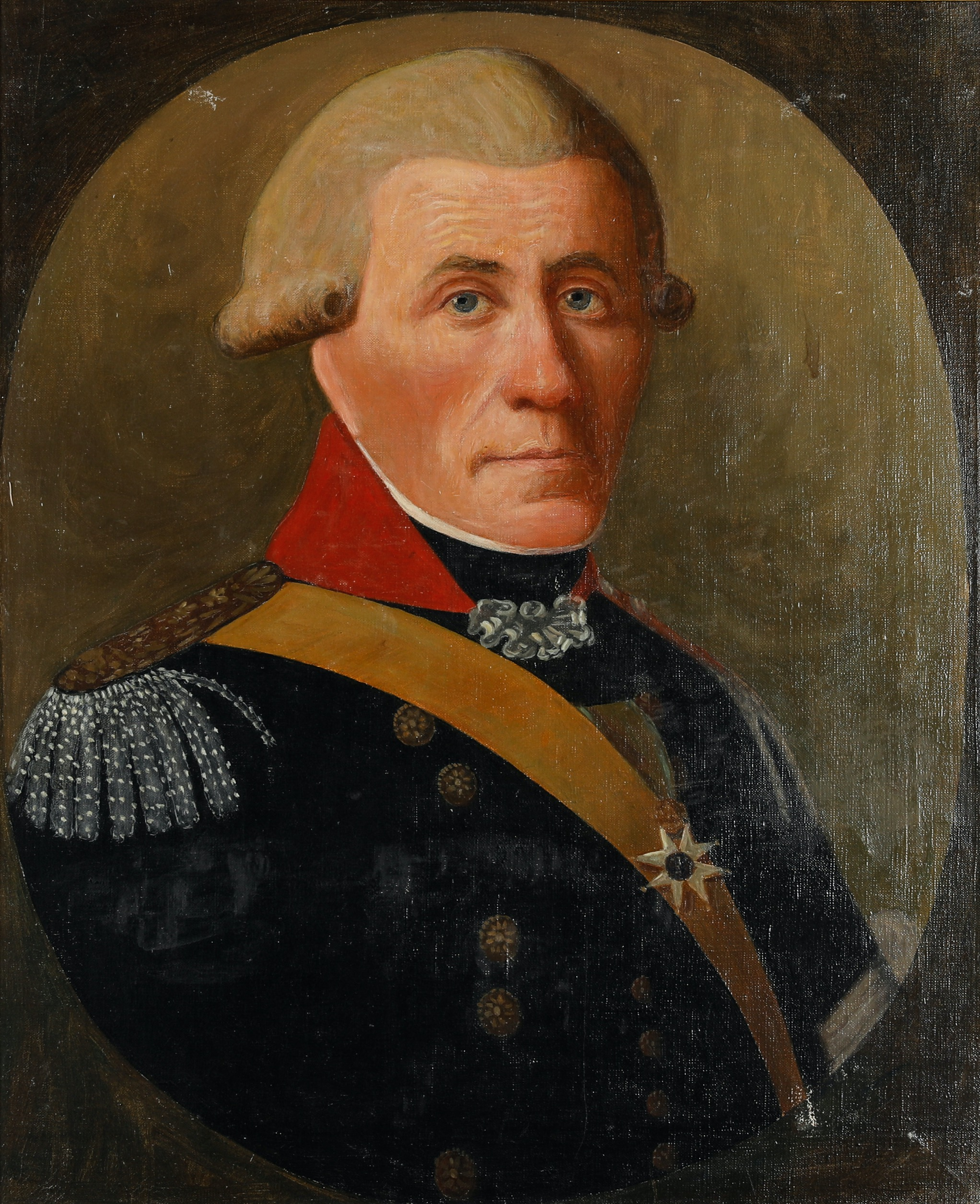
Major Carl Johan Jägerskiöld iklädd regementets uniform m/1792, på bröstet syns även Svärdsordens riddarkors. Porträtt av okänd från ca 1800.

Regementet har sitt ursprung i Artilleriregementet som sattes upp 1636. År 1794 delades Artilleriregementet till fyra regementet, där bland annat Finska artilleriregementet var ett av dem. Regementets soldater rekryterades från Finland. Regementet var huvudsakligen beläget i Helsingfors och bestod av tio kompanier. Delar av regementet flyttades efter Finska kriget 1809 till Sverige och förlades i Gävle som Före detta finska artilleriregementet. Två år senare, 1811, upplöstes regementet, där de ingående kompanierna inordnades i de övriga artilleriregementena. Två kompanier inordnades i Svea artilleriregemente, medan tre kompanier inordnades i Wendes artilleriregemente. Dessutom bildades ett belägringskompani vilket inordnades i Göta artilleriregemente, som besättning i Varbergs fästning. År 1831 omlokaliserades kompaniet till Karlsborgs fästning. Belägringskompani fick senare namnet 1. fästningskompaniet. År 1882 tillkom 2. fästningskompaniet från Karlstens fästning i Marstrand. Dessa två kompanier kom den 1 oktober 1893 att bilda Karlsborgs artillerikår.

## Heraldik och traditioner
Artilleribrigaden i Finland ser sig som arvtagare till Finska artilleriregementet.

## Förbandschefer
Förbandschefen titulerades regementschef och hade tjänstegraden överste.

- 1794–1794: Johan Magnus Lilliesvärd
- 1794–1795: Carl Mörner af Tuna
- 1795–1795: Abraham Daniel Schönström
- 1795–1800: Magnus Johan Wahlbom Björnstjerna
- 1800–1805: Johan Carl Duncker
- 1806–1811: Harald Åkerstein

## Namn, beteckning och förläggningsort
| Kungl. Finska artilleriregementet     | 1794-06-23 | – | 1809-??-?? |
| Kungl. f.d Finska artilleriregementet | 1809-??-?? | – | 1811-??-?? |

| Saknade beteckning | x | – | x |

| Helsingfors (F)    | 1794-06-23 | – | 1809-??-?? |
| Gävle garnison (F) | 1809-??-?? | – | 1811-??-?? |

## Bilder

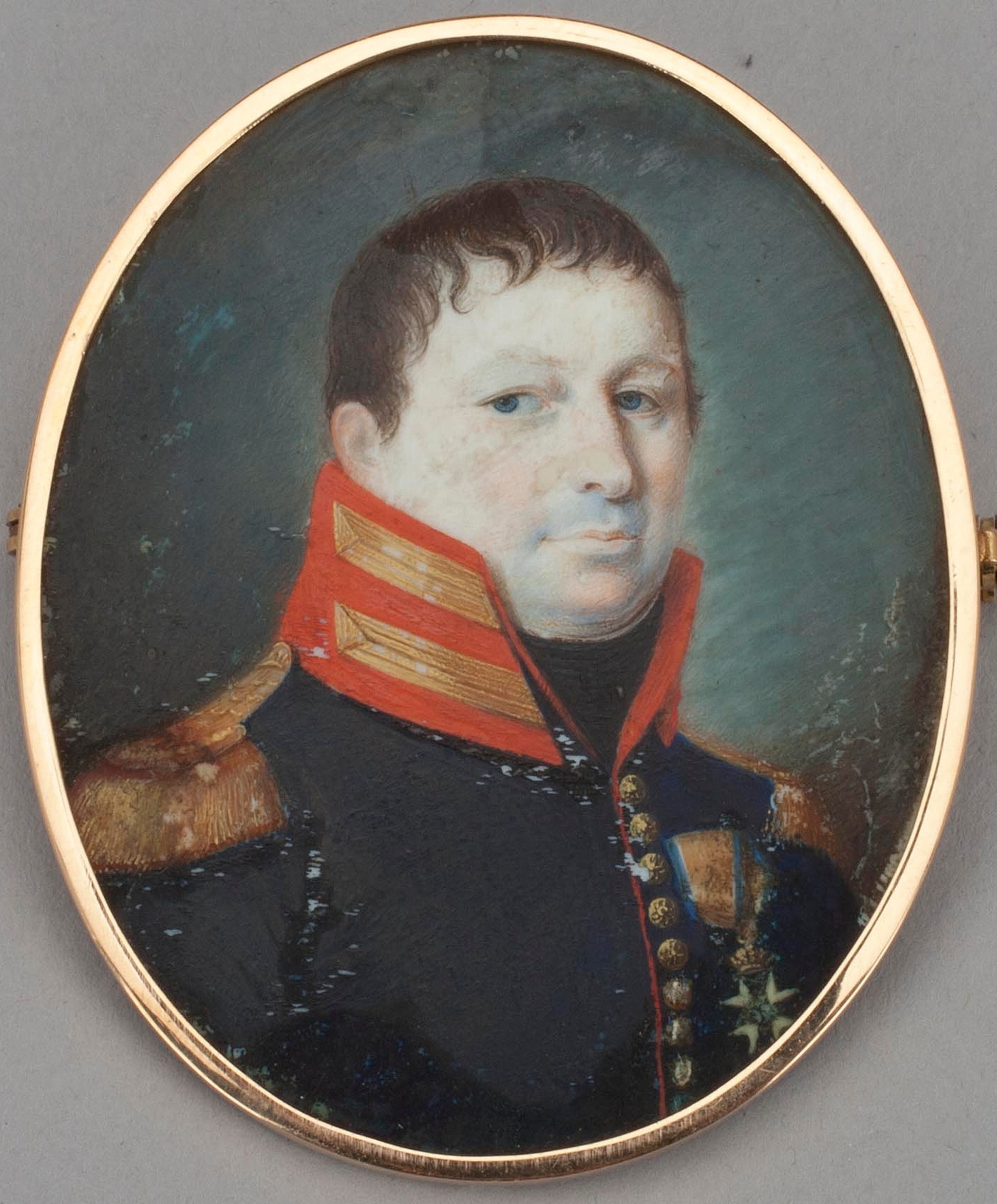
Okänd officer iklädd regementets uniform med Svärdsorden på bröstet. Målning av okänd från ca 1810.
Uniform 1808